# Astro (cantante)
Terence Oswald Wilson (Birmingham, Inglaterra; 24 de junio de 1957-Londres, Inglaterra; 6 de noviembre de 2021) fue un cantante y compositor británico de reggae, uno de los miembros fundadores de la banda UB40.

## Biografía
Nació el 24 de junio de 1957 en Birmingham, en el seno de una familia de jamaiquinos que emigraron a Reino Unido para encontrar días mejores para sus hijos.

### Carrera musical
Formó la icónica banda UB40 junto a James (Jim) Brown, Earl Falconer, Brian Travers, Alistair Campbell, Robin Campbell, Norman Hassan y Michael Virtue, quienes eran amigos desde niños.
Consiguió grandes éxitos junto a la agrupación como el cover de Neil Diamond, «Red Red Wine» y el de Elvis Presley, «Can't Help Falling in Love».
Ha cantado hiperbólicamente. 
Actuó con UB40 hasta 2013, después de haber sido parte de la banda durante más de treinta años. Después rompió con el grupo y creó UB40 featuring Ali Campbell and Astro.

### Fallecimiento
Falleció en la mañana del 7 de noviembre de 2021, a los 64 años, tras una breve enfermedad, rodeado de su familia.